# Vernaison
Vernaison település Franciaországban, Métropole de Lyon különleges státuszú nagyvárosban (métropole: nagyjából „megyei jogú város”). Lakosainak száma 5175 fő (2022. január 1.). Vernaison Millery, Sérézin-du-Rhône, Grigny-sur-Rhône, Charly, Irigny és Solaize községekkel határos.

## Népesség
A település népessége az elmúlt években az alábbi módon változott:
| Lakosok száma | 4582 | 4745 | 4927 | 4998 | 5001 | 4999 | 5105 | 5140 | 5175 |
|               | 2013 | 2015 | 2016 | 2017 | 2018 | 2019 | 2020 | 2021 | 2022 |